# Jan Tinbergen
Jan Tinbergen (Den Haag, 12 april 1903 – Nunspeet, 9 juni 1994) was een Nederlandse econoom en natuurkundige. Hij was (samen met Ragnar Frisch) in 1969 de eerste die de prijs van de Zweedse Rijksbank voor economie (de "Nobelprijs" voor de Economie) kreeg uitgereikt. Hij was een van de grondleggers van de econometrie.

## Leven

### Jeugd en opleiding

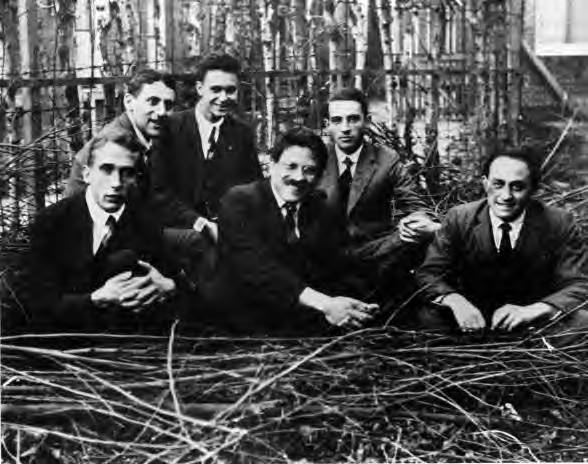
Natuurkundestudenten van Paul Ehrenfest in Leiden in 1924. Van links naar rechts Gerhard Heinrich Dieke, Samuel Goudsmit, Jan Tinbergen, Paul Ehrenfest, Ralph Kronig en Enrico Fermi.

Tinbergen was de oudste zoon van Dirk Cornelis Tinbergen (1874-1951), leraar Nederlands aan een gymnasium en Jeannette van Eek (1877-1960), onderwijzeres. In Den Haag bezocht hij de HBS voordat hij in 1921 wis- en natuurkunde ging studeren aan de Universiteit Leiden.
Hij profiteerde van het destijds bloeiende wetenschappelijke klimaat in Leiden: zo volgde hij er de beroemde maandagmorgencolleges van Hendrik Lorentz, discussieerde met Heike Kamerlingh Onnes en ontmoette er Albert Einstein, die in het kader van een bijzonder hoogleraarschap af en toe uit Berlijn overkwam. In december 1922 legde Tinbergen met succes zijn kandidaatsexamen af en werd hij assistent van Paul Ehrenfest, hoogleraar theoretische natuurkunde aan de Leidse universiteit. Gedreven door de sociaal-maatschappelijke problemen van zijn tijd, zoals de economische crisis en toenemende sociale tegenstellingen, besloot Tinbergen op advies van zijn mentor Ehrenfest vanaf juli 1924 zich verder te verdiepen in de wiskundige economie dan in de natuurkunde. Een jaar later studeerde hij af.
Hij weigerde in militaire dienst te gaan en moest vervangende burgerdienst doen na zijn studie in 1926. In deze periode van 25 maanden had Tinbergen veel tijd over en begon zich te verdiepen in de economie. Als fanatiek lid van de Sociaal-Democratische Arbeiderspartij (SDAP) had hij het gevoel dat hij weinig kon betekenen voor de partij met zijn natuurkundekennis. Een studie economie aan de Nederlandsche Economische Hoogeschool te Rotterdam zou wel van pas komen.
In 1929 promoveerde Tinbergen bij Ehrenfest tot doctor in de wis- en natuurkunde op het proefschrift Minimumproblemen in de natuurkunde en ekonomie, met een aanhangsel waarin hij natuurkundige principes toepaste op economische problemen. In 1929 trouwde hij met Tine Johanna de Wit (1902-1991), met wie hij vier dochters kreeg.

### Hoogleraar en directeur
Jan Tinbergen begon in 1931 met statistiek te doceren aan de Gemeentelijke Universiteit in Amsterdam.
In 1933 is hij in Rotterdam als opvolger van Holwerda buitengewoon hoogleraar Statistiek geworden aan de toenmalige Nederlandsche Handels Hoogeschool (in 1939 overgegaan in de Nederlandsche Economische Hoogeschool). Tussen 1945 en 1950 was zijn (nieuwe) leeropdracht in Rotterdam: Statistiek, Wiskundige Economie en Econometrie.
Dit wijzigde in 1950 in Wiskundige Economie en Econometrie (vak voor het doctoraal). Met de komst van Theil is het onderdeel Econometrie in 1953 bij Tinbergen weggevallen.
In 1957 werd Tinbergen gewoon hoogleraar in Rotterdam met als leeropdracht Wiskundige Economie en Ontwikkelingsprogrammering. Vanaf 1956 is Tinbergen naast die Wiskundige Economie ook het vak Economie van Ontwikkelingslanden gaan geven. Vanaf 1966 tot zijn emeritaat (1973) was zijn leeropdracht in Rotterdam Economie der Centraal Geleide Stelsels en Ontwikkelingsprogrammering. De problematiek van de Derde Wereld had allengs meer zijn interesse en zijn 'hart' gekregen dan theoretische benaderingen. Hij richtte diverse instituten op en was vele jaren topadviseur van de VN voor ontwikkelingsplanning. Naast zijn hoogleraarschap bij de Nederlandsche Economische Hoogeschool was Tinbergen van 1934 tot 1968 directeur van de Stichting het Nederlands Economisch Instituut en zat hij in de commissie van redactie van economievakblad ESB. Verder was hij de eerste directeur van het Centraal Planbureau. Van 1973 tot zijn pensionering in 1975 gaf hij college als hoogleraar aan de Universiteit Leiden.

### Adviseur Volkenbond
Van 1936 tot 1938 diende hij als economisch adviseur van de Volkenbond te Genève. Daar analyseerde hij de economische ontwikkeling van de VS in de periode 1919-1932. Dit werk leidde tot zijn theorie van de business cycle en economische stabilisatie.
Hij was een pleitbezorger van ontwikkelingshulp. Op 13 januari 1973 heropende hij het hoofdkantoor van de Wereldwinkel-organisatie in Kerkrade.

## Werk
Onder meer
- In de econometrie is wellicht de bekendste stelling van Tinbergen de zogenoemde regel van Tinbergen (de 'Tinbergen rule') die stelt dat binnen elk systematisch en samenhangend model van een economie het noodzakelijk is dat er minstens evenveel instrumenten zijn als doelstellingen.
- Het ruilbeginsel van Tinbergen stelt dat er sprake is van een ideale inkomensverdeling indien niemand van werk wil veranderen (ook al verdient iemand anders meer).
- De Tinbergen Norm behelst dat een verhouding van het laagste en hoogste inkomen in een bedrijf groter dan 1:5 contraproductief is.[4]
- Tinbergen ontwikkelde het eerste omvattende nationale macro-economisch model. Het model werd aanvankelijk gemaakt voor Nederland, maar na de Tweede Wereldoorlog paste hij het toe op de VS en het Verenigd Koninkrijk.

## Opvolgers
Tinbergens werk werd voortgezet door Lawrence Klein, die in 1980 eveneens de Nobelprijs voor Economie verkreeg. Ook Christopher Sims, Nobelprijswinnaar 2011, beschouwt zich in zijn Nobelprijsvoordracht als een opvolger van Jan Tinbergen.

## Onderscheidingen
- In 1930 winnaar van de prijsvraag van het Legatum Stolpianum.
- In 1949 werd hij benoemd tot Ridder in de Orde van de Nederlandse Leeuw.
- In 1964 werd hij benoemd tot Commandeur in de Orde van Oranje-Nassau.
- In 1967 winnaar van de Erasmusprijs.
- In 1969 Nobelprijs economie samen met Ragnar Frisch “for having developed and applied dynamic models for the analysis of economic processes”
- In 1970 werd hij benoemd tot Grootofficier in de Kroonorde van België.
- In 1970 werd hij bevorderding benoemd tot Grootofficier in de Orde van Oranje-Nassau.
- In 1973 kreeg hij de Eremedaille voor Voortvarendheid en Vernuft, behorende bij de Huisorde van Oranje.
- In 1987 werd aan Tinbergen de Van Oldenbarneveltpenning toegekend; dit is de hoogste gemeentelijke onderscheiding van de gemeente Rotterdam.
- Voor zijn bijdragen op het gebied van cultuur ontving hij de Gouden Ganzenveer in 1985.
- In 1992 ontving hij de Four Freedoms Award voor vrijwaring van gebrek.

## Boekpublicaties
- 1929: Minimumproblemen in de natuurkunde en ekonomie, proefschrift
- 1936: Grondproblemen der theoretische statistiek. Haarlem. De Erven F. Bohn: Serie Volksuniversiteitsbibliotheek
- 1938: Statistical testing of business cycles
- 1942: Econometrics
- 1956: Economic policy
- 1962: Evenwichtige groei, in J.E. Andriessen en M.A.G. van Meerhaeghe (eds.) Theorie van  de  Economische  Politiek (Stenfert  Kroese, Leiden 1962).
- 1970: Een leefbare aarde
- 1972: An Interdisciplinary Approach to the Measurement of Utility or Welfare, Research Series, Economic and Social Research Institute (ESRI), number 05.
- 1974: The dynamics of business cycles: A Study in Economic Fluctuations. Chicago: U of Chicago P, 1974. ISBN 0-226-80418-6.
- 1975: Income distribution
- 1977: Der Dialog Nord-Süd: Informationen zur Entwicklungspolitik. Frankfurt am Main: Europ. Verlagsanstalt, 1977.
- 1978: Economic policy: Principles and Design. Amsterdam, 1978. ISBN 0-7204-3129-8.
- 1981: Centralization and Decentralization in Economic Policy. Westport: Greenwood, 1981. ISBN 0-313-23077-3.

## Vernoemd
- Het Tinbergen Instituut is naar hem vernoemd.
- In Roosendaal is er een school  Jan Tinbergen College.
- Op campus Woudestein van de Erasmus Universiteit is een gebouw naar Tinbergen vernoemd.